# Костянтин Нідерландський
Костянтин-Крістоф Фредерік Ашвін (нід. Constantijn Christof Frederik Aschwin, нар. 11 жовтня 1969, Утрехт) — принц Нідерландів, принц Орансько-Нассауський, граф фон Амсберг, молодший син королеви Нідерландів Беатрікс та принца Клауса.

## Біографія
Народився 11 жовтня 1969 року в Утрехті. Серед його хрешених були король Греції Костянтин II та принц Ашвін Ліппе-Бістерфельдський (брат Бернард цур Ліппе-Бістерфельд).
Початкову освіту отримав у Niewe Bearnse School.
У вересні 1988 року поступив до Лейденського університету, де вивчав цивільне право. У 2000 році вивчав економіку бізнесу в Європейському Університеті (INSEAD) у Фонтенбло (Франція).
В теперішній час мешкає у Брюселі.
Після зречення від права на престол середнього брата Фрізо, Костянтин-Крістоф став четвертим у черзі престолонаступників, після трьох дочок старшого брата Віллема-Олександра.

## Шлюб та діти

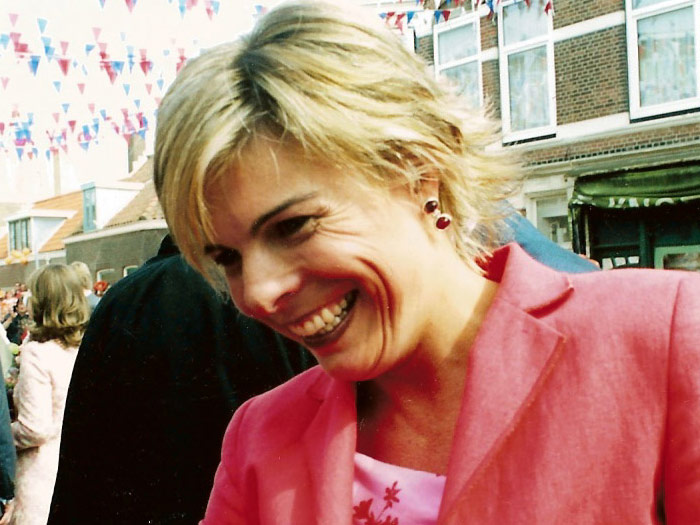
Принцеса Лаурентін, дружина Костянтина

Костянтин-Крістоф одружився 19 травня 2001 року з Лаурентін Брінхорст. Подружжя має трьох дітей (серед яких єдиний онук королеві Беатрікс):
1. Елоіза Софі Беатріс Лорен (народилась 8 червня 2002) графіня Орансько-Нассауська;
2. Клаус Казімир Бернард Маріус (народився 21 березня 2004) граф Орансько-Нассауський;
3. Леонора Марія Ірене Енріка (народилась 3 червня 2006) графіня Орансько-Нассауськая.